# Mary Kekedo
Mary Angela Kekedo (ur. 1919, zm. 15 stycznia 1993) – papuaska pedagożka.

## Życiorys
Urodziła się w rodzinie Natera na wyspie Yule, wówczas części australijskiego terytorium Papui. Uczyła się w szkole podstawowej św. Patryka. W 1939 poślubiła Waltera Kekedo. W 1947 przeprowadził się do Kokody, gdzie zaczął prace w urzędzie. Rok później Mary dołączyła do niego. Z powodu braku szkoły Mary zaczęła uczyć najstarszego, siedmioletniego syna Rolanda i kilku jego przyjaciół w domu Kekedów, choć sama nie miała wyższego wykształcenia. Pomagał jej mąż i Jessie Yeoman, żona zastępcy oficera okręgowego. W ciągu kilku tygodni Mary odwiedziła wioski w pobliżu Kokody, zapraszając dzieci na zajęcia. W dniu 24 maja 1948, kiedy otwarto szkołę, w domu Kekedów pojawiło się 200 osób. Grupa szybko rozrosła się do 400 osób. Dzieci mówiły tylko w Motu, którego Mary nie znała. Codziennie uczyła ich angielskiego. Mąż otrzymał od rządu ziemię i z pomocą mieszkańców wsi zbudował dwupiętrową szkołę. Po 13 miesiącach nauki prowadzonej przez Kekedo i Yeoman Departament Edukacji wysłał do wsi wykształconego nauczyciela. Prowadzenie szkoły przejął rząd, do wioski wysłano więcej nauczycieli i postawiono budynki szkolne.
Mary dodatkowo uczyła miejscowe kobiety nowoczesnych technik higieny, opieki poporodowej i położnictwa. Wkrótce zaczęła pracę w lokalnym Departamencie Opieki nad Dziećmi. Rozwinęła praktykę w centrum szkolenia zawodowego.
Kekedowie wychowali jedenaścioro dzieci, w tym jedno, które zostało pozostawione przed ich drzwiami, gdy miało miesiąc.
W pogrzebie Mary Kekedo w Port Moresby wzięło udział ponad 500 osób. Pochowano ją w Kokodzie. 

## Odznaczenia
Była damą Orderu Imperium Brytyjskiego. Medal otrzymały też jej córki: w 1995 najstarsze dziecko, Rose (1942–2005), a w 2020 Jean Kekedo. Córki poszły w ślady matki.

## Upamiętnienie
Na cześć Mary Kekedo nazwano nową szkołę w Port Moresby oraz akademik na Uniwersytecie Papui-Nowej Gwinei w Port Moresby.